# Xijiao (socken i Kina, Zhejiang)
Xijiao (kinesiska: 西郊, 西郊乡) är en socken i Kina. Den ligger i provinsen Zhejiang, i den östra delen av landet, omkring 140 kilometer öster om provinshuvudstaden Hangzhou.
Genomsnittlig årsnederbörd är 1 981 millimeter. Den regnigaste månaden är juni, med i genomsnitt 355 mm nederbörd, och den torraste är januari, med 68 mm nederbörd.